# Perceval le Gallois
Perceval le Gallois is een Franse dramafilm uit 1978 onder regie van Éric Rohmer.

## Verhaal
Perceval is door zijn moeder opgevoed in de bossen. Hij heeft geen kennis van de buitenwereld. Een ontmoeting met vijf ridders leidt ertoe dat hij uiteindelijk zijn diensten aanbiedt aan koning Arthur.

## Rolverdeling
| Acteur           | Personage    |
| ---------------- | ------------ |
| Fabrice Luchini  | Perceval     |
| André Dussollier | Gauvain      |
| Arielle Dombasle | Blanchefleur |